# Kőváry Gyula
Kőváry Gyula, névvariáns: Kővári (Rimaszombat, 1884. május 17. – Bécs, 1967. július 15.) magyar színész, konferanszié, író, forgatókönyvíró és rendező.

## Életpályája
Kőváry Miklós és balogfalvi Mihályi Julianna fiaként született. 1902-ben érettségizett, majd 1906-ban elvégezte az Országos Színészegyesület színiiskoláját. Első műveit 1908-tól az Apolló Színházban mutatták be. 1921-ben a Délutáni Kabaréban konferált, 1928 és 1933 között Berlinben saját társulatot alapított Kabarett der Komiker néven. Miután hazatért, 1934-ben a Terézkörúti Színpad és a Medgyaszay Színpad, majd a Pódium Kabaré szerződtette mint író-konferansziét, ahol Békeffi Lászlóval együtt konferált. Ő volt az első, aki blüetteket írt. Több száz tréfa szerzője. Vidám estjeit rendszeresen közvetítették a rádióban a húszas évek végétől a háborúig. 1938-tól a Pódium Írók Kabaréjában szerepelt. 1945 után a Vidám Színpad, a Kamara Varieté, az Ifjúsági Színház és az Állami Faluszínház játszotta műveit. 1957-től Bécsben élt, ahol a Theater der Courage műsoraiban is szerepelt. 1956-ban felterjesztették érdemes művész elismerésre, amit emigrálása miatt nem kapott meg.

## Művei
1914-ben könyvet is írt Zenebona címmel. Állandó rovatot vezetett a Színházi Élet és a Délibáb című hetilapokban is. Két film forgatókönyvének megírása fűződik a nevéhez: Bob herceg (Huszka Jenővel, 1941-ben) és a Lesz, ami lesz! (ugyanabban az évben).
A Színházi adattárban regisztrált bemutatóinak száma (1948-1956): színész-22; író-4.

## Fontosabb színházi szerepei
- Anatole France–Gábor Andor: A néma asszony – Simon mester
- Székely Endre: Aranycsillag – harangozó
- Dunajevszkij: Szabad szél – súgó

## Filmszerepei
- Egy krajcár története (1918)
- Mozibolond (1922)
- Nyomozom a detektívet (1922)
- Szent Péter esernyője (1935) – Rikkancs a búcsúban
- A kölcsönkért kastély (1937) – A dadogós Gruber
- A hölgy egy kissé bogaras (1938) – Dr. Gereben
- Rozmaring (1938) – Veres úr
- 5 óra 40 (1939) – Zálogos
- A miniszter barátja (1939) – Frakk kölcsönző
- A nőnek mindig sikerül (1939)
- Áll a bál (1939)
- Karosszék (1939) – Árverésvezető
- Mátyás rendet csinál (1939) – Feltaláló
- Nincsenek véletlenek (1939) – Szerencsi Ádám ékszerész
- Pénz áll a házhoz (1939) – Pali bácsi
- Semmelweis (1939)
- Zúgnak a szirénák (1939)
- Igen vagy nem? (1940) – Mr. Kennedy
- Pepita kabát (1940)
- Pénz beszél (1940) – Számtiszt
- Sok hűhó Emmiért (1940) – Sakkozó lakáj
- Te vagy a dal (1940) – Idős zeneszerző
- Vissza az úton (1940) – Banktisztviselő
- A beszélő köntös (1941)
- A kegyelmes úr rokona (1941) – Józsi bácsi
- András (1941) – Tisztviselő
- Édes ellenfél (1941) – Házasságközvetítő
- Kádár kontra Kerekes (1941) – Úrvezető
- Lesz, ami lesz! (1941) – Frédi bácsi
- A láp virága (1942) – Hegyi, az árus
- A tökéletes család (1942) – Fülöp, az inas
- Katyi (1942) – Konferanszié
- Intéző úr (1942)
- Az éjszaka lánya (1943) – Sanyi
- Ágrólszakadt úrilány (1943) – Bokorka Péter
- Kalotaszegi Madonna (1943)
- Legény a gáton (1943)
- Magyar kívánsághangverseny (1943)
- Majális (1943) – Pincér
- Menekülő ember (1943)
- Kétszer kettő (1944) – Detektív
- Sárga kaszinó (1944) – Fényképész
- Vihar után (1945) – Kocsmavendég
- Kétszer kettő (1945) – Detektív
- Könnyű múzsa (1947)
- Beszterce ostroma (1948)
- Lúdas Matyi (1949)
- Úri muri (1949)
- Állami áruház (1952)
- Bakaruhában (1956)
- Mese a 12 találatról (1956)
- Tanár úr kérem… (1956)

## Szinkronszerepei
| Év   | Cím                                  | Szereplő     | Színész          | Szinkron év |
| ---- | ------------------------------------ | ------------ | ---------------- | ----------- |
| 1939 | A kormány tagja (1. magyar szinkron) | N/A          | N/A              | 1949        |
| 1945 | Akiket nem lehet leigázni            | N/A          | N/A              | 1948        |
| 1949 | Van hazájuk                          | Robert Scott | Mihail Asztangov | 1950        |
| 1951 | Aladdin és a csodalámpa              | N/A          | N/A              | 1952        |

## Magyar Rádió
- Kemény Egon-Ignácz Rózsa-Soós László-Ambrózy Ágoston: Hatvani diákjai (1955), rádiódaljáték 2 részben